# Antenal
Antenal je vesnice a přímořské letovisko v Chorvatsku v Istrijské župě, spadající pod opčinu města Novigrad. Nachází se asi 2 km východně od Novigradu. V roce 2011 zde žilo 152 obyvatel, což je mírný pokles oproti roku 2001, kdy zde žilo 153 obyvatel v 55 domech.
U Antenalu ústí do moře řeka Mirna, přes kterou zde přechází asi 1 km dlouhý most (připadající silnici D75). Nachází se zde také kamenolom, v němž se těží vápenec.
Sousedními obcemi jsou Tar a město Novigrad.